# Phtheirospermum glandulosum
Phtheirospermum glandulosum är en snyltrotsväxtart som beskrevs av George Bentham. Phtheirospermum glandulosum ingår i släktet Phtheirospermum och familjen snyltrotsväxter. Inga underarter finns listade i Catalogue of Life.